# Глинн, Джесс
Джессика Ханна Глинн (англ. Jessica Hannah Glynne, род. 20 октября 1989 года, Лондон, Англия) — британская певица, автор песен, сольная исполнительница.
Широкая популярность к певице пришла в 2014 году, когда она записала совместный сингл «Rather Be» с группой Clean Bandit. Трек возглавлял многие чарты, включая национальный чарт Великобритании. За эту работу музыканты получили премию Грэмми в номинации лучший танцевальный трек. Далее Джесс записала ещё один сингл с Clean Bandit, получивший название «Real Love». Оба трека вошли в дебютный альбом певицы «I Cry When I Laugh», который вышел в августе 2015, а также они вошли в дебютный альбом группы Clean Bandit "New Eyes", который вышел в 2014 году. 
В 2018 году певица стала одним из приглашённых артистов песни «These Days», которая впоследствии стала крупным хитом. 4 мая 2018 года вышел сингл «I’ll Be There», который возглавил официальный чарт Британии, став 7 треком певицы, достигшим данной позиции.

## Биография
Джесс Глинн родилась в 1989 году. Её отец риелтор, а мать работала в A&R.

## Дискография

#### Студийные альбомы
- I Cry When I Laugh (2015)
- Always In Between (2018)

#### Синглы

##### В качестве приглашенного артиста
- «Rather Be» (Clean Bandit featuring Jess Glynne)
- «My Love» (Route 94 featuring Jess Glynne)
- «Not Letting Go» (Tinie Tempah featuring Jess Glynne)
- «I Can Feel It» (DJ Serge Wood featuring Jess Glynne)
- «These Days» (Rudimental featuring Jess Glynne, Macklemore, Dan Caplen)
- «So Real (Warriors)» (Too Many Zooz & KDA featuring Jess Glynne)

##### Сольные синглы
- «Right Here»
- «Real Love»(with Clean Bandit)
- «Hold My Hand»
- «Don’t Be So Hard on Yourself»
- «I'll Be There»
- «All I Am»
- «Thursday»

## Туры
В 2015 году Джесс отправилась в тур в поддержку своего сольного альбома по США, Канаде и Великобритании.